# Moroccan All Shares Index

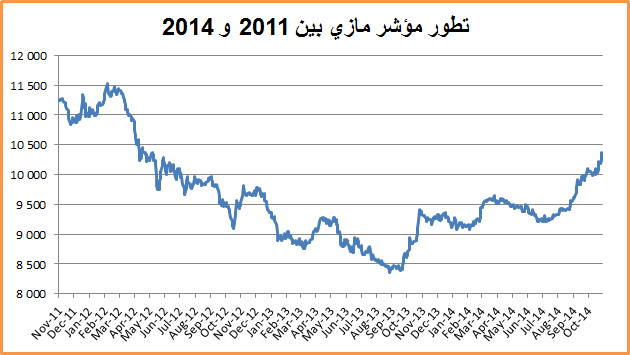
Ontwikkeling van MASI, 2011-2014

De Moroccan All Shares Index, afgekort MASI, is een aandelenindex die de prestaties van alle beursgenoteerde ondernemingen van de Beurs van Casablanca volgt. 
Het is een van de twee belangrijkste indices op de beurs, naast de MADEX (Moroccan Most Active Shares Index).

## Beursnoteringen

### Marché principal
- Afriquia Gaz
- Alliances
- Atlanta Assurance
- Attijariwafa Bank
- Autohall
- Banque populaire du Maroc
- BMCE Bank
- BMCI
- Brasseries du Maroc
- Carnaud Maroc
- CGI
- CIH
- Saham assurance
- Colorado
- Ciments du Maroc
- Cosumar
- Crédit du Maroc
- Diac Salaf
- Addoha Douja Promotion
- Eqdom
- Fénie Brossette
- Holcim Maroc
- HPS
- Label'Vie
- Lafarge Maroc
- Lesieur Cristal
- Lydec
- Groupe Managem
- Maroc Leasing
- Maroc Telecom
- Matel PC Market
- Minière de Touissit
- Nexans Maroc
- Oulmès
- Promopharm
- Accor-Risma
- SM Imiter
- Salafin
- La Samir
- SNEP
- Sonasid
- Sothema
- Wafa Assurance

### Marché développement
- Aluminium du Maroc
- Auto Nejma
- Berliet Maroc
- Branoma
- Cartier Saâda
- Centrale Laitière
- CRS27
- CTM
- Delattre Levivier
- Distrisoft
- IB Maroc.com
- M2M Group
- Maghreb Oxygèn
- Maghrebail
- Microdata
- Papelera de Tetuan
- SCE
- Sofac Crédit
- Stokvis Nord Afrique
- Taslif
- Unimer

### Marché croissance
- Acred
- Agma Lahlou-Tazi
- Balima
- Carton
- Dari Couspate
- Fertima
- Involys
- LGM
- Mediaco (geschorst in september 2014)[1]
- Rabab Compagnie
- SRM
- Timar
- Zellidja